# Medina (kommun i Colombia, Cundinamarca, lat 4,50, long -73,33)
Medina är en kommun i Colombia.   Den ligger i departementet Cundinamarca, i den centrala delen av landet, 80 km öster om huvudstaden Bogotá. Antalet invånare är 9 845.